# Бойкове (Роменський район)
Бойкове —  село в Україні,  Сумській області, Роменському районі. Населення становить 3 особи. Входить до складу Роменської міської громади. До 2020 орган місцевого самоврядування - Перехрестівська сільська рада.

## Географія
Село Бойкове розташоване на одному із витоків річки Липівка. На відстані 1 км розташоване село Кашпури.

## Історія
12 червня 2020 року, відповідно до розпорядження Кабінету Міністрів України № 723-р «Про визначення адміністративних центрів та затвердження територій територіальних громад Сумської області», село увійшло до складу Роменської міської громади.
19 липня 2020 року, в результаті адміністративно-територіальної реформи та ліквідації Роменського району(1930—2020), увійшло до складу новоутвореного Роменського району.